# Petter Hansson
Petter Hansson (Söderhamn, 14 december 1976) is een voormalig Zweedse profvoetballer die voornamelijk speelde als centrale verdediger. Hij tekende in juni 2010 een eenjarig contract bij AS Monaco. Hier sloot hij zijn carrière ook af.
Door de supporters van zijn voormalige club sc Heerenveen werd Hansson vanwege zijn wit/blond gekleurde haar "De Witte Tornado" genoemd.

## Clubcarrière
Hanssons loopbaan in het betaald voetbal begon bij Söderhamns FF. In 1998 ging hij naar toenmalig kampioen Halmstads BK, waarmee hij in 2000 het kampioenschap in de Allsvenskan won. In de zomer van 2002 verhuisde hij naar sc Heerenveen. Hansson was vijf jaar basisspeler bij de Friezen, voordat hij in 2007 naar Stade Rennes verhuisde.

## Interlandcarrière
Hansson speelde 43 interlands voor Zweden, waarin hij twee keer scoorde.

## Clubstatistieken
| Seizoen   | Club          | Competitie  | Duels | Goals |
| --------- | ------------- | ----------- | ----- | ----- |
| 1998      | Halmstads BK  | Allsvenskan | 4     | 0     |
| 1999      | Halmstads BK  | Allsvenskan | 25    | 3     |
| 2000      | Halmstads BK  | Allsvenskan | 25    | 4     |
| 2001      | Halmstads BK  | Allsvenskan | 22    | 4     |
| 2002      | Halmstads BK  | Allsvenskan | 9     | 2     |
| 2002/2003 | sc Heerenveen | Eredivisie  | 34    | 3     |
| 2003/2004 | sc Heerenveen | Eredivisie  | 33    | 2     |
| 2004/2005 | sc Heerenveen | Eredivisie  | 33    | 3     |
| 2005/2006 | sc Heerenveen | Eredivisie  | 33    | 2     |
| 2006/2007 | sc Heerenveen | Eredivisie  | 29    | 4     |
| 2007/2008 | Stade Rennais | Ligue 1     | 35    | 2     |
| 2008/2009 | Stade Rennais | Ligue 1     | 33    | 1     |
| 2009/2010 | Stade Rennais | Ligue 1     | 34    | 1     |
| 2010/2011 | AS Monaco     | Ligue 1     | 29    | 0     |
| 2011/2012 | AS Monaco     | Ligue 2     | 17    | 0     |
| Totaal    | Totaal        | Totaal      | 395   | 31    |

- Met wedstrijden worden alleen competitiewedstrijden bedoeld. Hansson speelde daarnaast 7 Amstel Cup-duels en 15 Europese duels voor sc Heerenveen. In de Amstel cup-duels kwam hij niet tot scoren. In de Europese duels scoorde hij tweemaal.

| WK-statistieken               | Club          | Positie    | W |   |   | D | A |   |   |   |
| ----------------------------- | ------------- | ---------- | - | - | - | - | - | - | - | - |
| Zweden op het WK voetbal 2006 | sc Heerenveen | verdediger | 2 | 0 | 1 | 3 | 1 | 2 | 1 | 1 |

## Erelijst
Halmstads BK
- Zweeds landskampioen

2000